# 2015年德州與奧克拉荷馬州洪水並龍捲風災難
2015年德州與奧克拉荷馬州洪水並龍捲風災難，是指於2015年5月23日起，在美國南部所發生的洪災，其中又以德克薩斯州與奧克拉荷馬州的災情最為慘重。截至5月26日為止，已證實了至少17人死亡，40人失蹤，財產損失還在估算中。

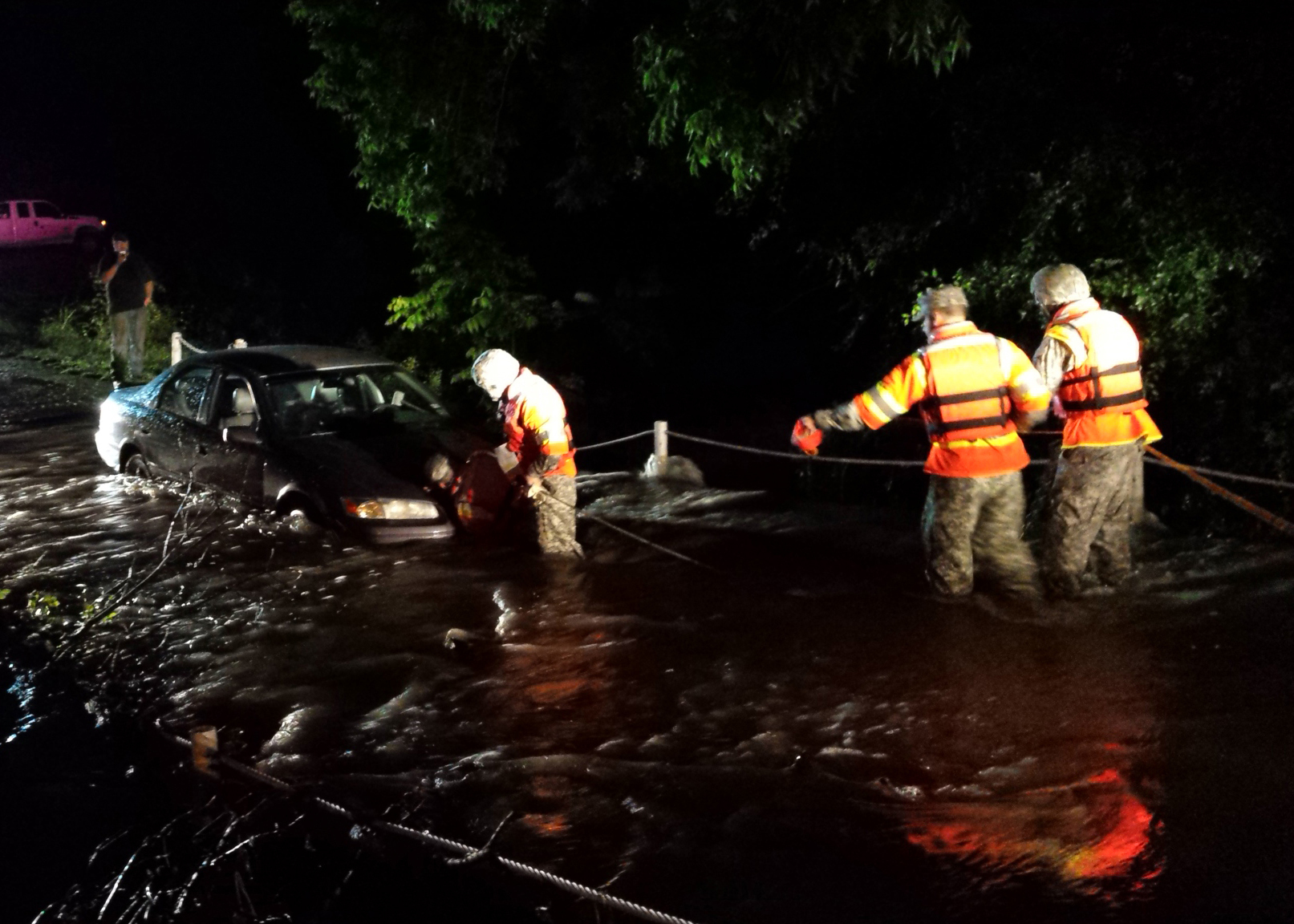
2015年5月26日，國民警衛隊在德州救助

美國總統贝拉克·奥巴马在25日表示，他已向德州州長格雷格·阿伯特承諾，聯邦政府將會對德州提供援助。格雷格·阿伯特已宣布德州的24個郡進入災難狀態，並部署了國民警衛隊進入災區，但他擔心傷亡人數可能還要再上升。